# ウォルフ359
ウォルフ359 (英: Wolf 359) は地球から見てしし座の方向にある赤色矮星で、しし座CN星 (英: CN Leonis) と呼ぶことがある。地球からの距離は約7.8光年、見かけの等級は13.5で、観測には大型の望遠鏡が必要である。太陽をのぞけば、ケンタウルス座α星系（プロキシマ・ケンタウリを含む）、バーナード星、褐色矮星のWISE 1049-5319とWISE 0855-0714に次いで地球に近い恒星である。地球に近い恒星であって、SF作品の舞台になる事もある。
ウォルフ359は既知の恒星の中で、最も規模が小さい分類である「超低質量星」の一つである。この恒星の名は、1918年にドイツの天文学者マックス・ウォルフ（ドイツ語での発音に忠実な日本語表記は"ヴォルフ"）が天体写真によって発見したことに由来する。ウォルフ359に最も近い恒星はロス128で、3.79光年（1.16パーセク）離れている。

## 惑星系
2011年にケックII望遠鏡のNIRSPECを用いてウォルフ359をドップラー分光法で観測した結果、周囲を公転する伴星の存在を示すような変化は見られなかった。この装置は、海王星以上の質量を持つ巨大な公転周期の短い太陽系外惑星を検出できるほどの感度を持っている。
2019年6月、イギリスのハートフォードシャー大学のMikko Tuomiが主導するチームは、チリのHARPSとハワイのHIRESによる観測からドップラー分光法を使用してウォルフ359の周囲を公転する2つの太陽系外惑星候補を初めて検出したとプレプリントで報告した。これらの惑星が確認された場合、この惑星系は近くに低質量の惑星があり、遠くに高質量の惑星があるという点でプロキシマ・ケンタウリと似ている。後に存在が否定された惑星であるウォルフ359cは、地球の約40倍の放射エネルギーを受けているため、居住可能な惑星である可能性は低い。一方、まだ確認されていないウォルフ359bは低温のスーパーネプチューンに分類されており、太陽から海王星が受けるエネルギーのおよそ3分の1から4分の1を受けている。
CARMENESによるさらなる観測で、内側を公転しているとされるウォルフ359cに対応する信号は、惑星によるものではなく恒星の自転による誤検出であることが判明した。2023年に行われたMAROON-X、CARMENES、HARPS、HIRESのドップラー分光法による観測データと画像データを用いたフォローアップ観測では、ウォルフ359bの存在を確認または否定することはできなかった。同じ研究では、恒星から10天文単位以内に褐色矮星や巨大ガス惑星が存在する可能性は否定され、1天文単位以内に木星の半分以上の質量を持つ惑星が存在する可能性も否定され、0.1天文単位以内に天王星よりも質量の大きい惑星が存在する可能性も否定された。
| 名称 （恒星に近い順） | 質量                | 軌道長半径 （天文単位） | 公転周期 (日)            | 軌道離心率      | 軌道傾斜角 | 半径 |
| --------------------- | ------------------- | ----------------------- | ------------------------ | --------------- | ---------- | ---- |
| c (撤回)              | ≥3.8+2.0 −1.6 M⊕    | 0.018±0.002             | 2.68687+0.00039 −0.00031 | 0.15+0.20 −0.15 | —          | —    |
| b (未確認)            | ≥43.9+29.5 −23.9 M⊕ | 1.845+0.289 −0.258      | 2938±436                 | 0.04+0.27 −0.04 | —          | —    |